# Emanuel Gregers
Emanuel Gregers född 28 december 1881 som Marius Emanuel Jensen, död 21 mars 1957, dansk skådespelare, regissör och manusförfattare.

## Filmografi

### Roller
- 1912 - Mac Morton - Tom
- 1912 - Bryggerens datter
- 1913 - Hånden der griber
- 1913 - Den sorte Pierette - Paul Faber
- 1913 - Krigskorrespondenter - Bretton
- 1913 - Hjertedoktoren - Frits Jense
- 1913 - For evigt - Fritz von Selchau
- 1913 - Den sorte bande - Tom Harris
- 1914 - Guldhornene - Leif
- 1914 - Den grimme ælling - Kaj
- 1914 - Zigeuneren Raphael - Raphael
- 1914 - Hans fars ære - Harry
- 1914 - Letsind - Knud
- 1914 - Pigen fra Hidalgo Fyret - Tom
- 1914 - Diligencekusken fra St. Hilo - Tom
- 1914 - Kærlighed gør stærk - Walker
- 1914 - Mirzi - Kaszinsky
- 1914 - Den fremmede - Poul Wang
- 1914 - Kvinder - Joseph Burns
- 1914 - Hvem er hun? - Fox
- 1915 - Lidenskabens Magt - Poul Astrup
- 1915 - Fattig og rig - Kai
- 1915 - Telegramtyvene - Durkin
- 1915 - Britta fra Bakken - Gøsta
- 1915 - I Storm og Stille - Teddy Faulkner
- 1915 - Selma fra Øen - Jørn
- 1915 - Ægtemænd i Knibe - Poul Bang
- 1915 - Gennem Flammerne til Lykken - Anders
- 1915 - Den Stærkeste - greve von Liewen
- 1916 - Teaterliv bag Kulisserne - Jacob Schubert
- 1916 - Fejl Etage
- 1917 - Rædselsnatten - Fox
- 1918 - Had og Kærlighed - baron Chevalier
- 1918 - Zigeunerprinsessen - Anthonio
- 1924 - Himmelens hämnd - Vasil Brekanæs
- 1932 - Odds 777 - Rosen
- 1941 - En søndag på Amager - sångröst
- 1942 - Forellen - Carl Møller

### Regi
- 1914 - Hvem er hun?
- 1917 - Brända vingar
- 1918 - Zigeunerprinsessen
- 1919 - Lykkens blændværk
- 1919 - Krigsmillionæren
- 1919 - Flygande holländaren 1-4
- 1920 - Lavinen
- 1922 - Den sidste af slægten
- 1922 - Frie fugle
- 1923 - Madsalune
- 1925 - Stadsbor på landet
- 1925 - Stamherren
- 1933 - Saa til søs
- 1934 - Skaf en sensation
- 1935 - Min hustru är husar
- 1937 - Mille, Marie og mig
- 1937 - Cocktail
- 1938 - Milly, Maria och jag
- 1938 - Bolettes brudefærd
- 1939 - Sketch til Apolloteatret
- 1939 - Fröken ordnar allt
- 1940 - En flicka hela da'n
- 1940 - Fröken i köket
- 1941 - Thorvald Stauning
- 1941 - En man af betydning
- 1941 – Alla gå kring och förälska sig
- 1941 - En søndag på Amager
- 1941 - Thummelumsen
- 1942 - Forellen
- 1942 - Lykken kommer
- 1943 - Alt for karrieren
- 1944 - Biskoppen
- 1944 - Det straffas man för
- 1945 - Man älskar blott en gång
- 1949 - Den stjaalne minister
- 1949 - Lejlighed til leje

### Manus
- 1914 - Hvem er hun?
- 1917 - Brända vingar
- 1918 - Zigeunerprinsessen
- 1919 - Lykkens blændværk
- 1919 - Flygande holländaren 1-4
- 1920 - Lavinen
- 1922 - Frie fugle
- 1925 - Stadsbor på landet
- 1937 - Cocktail